# Axacalia
Axacalia is een geslacht van halfvleugeligen (Hemiptera) uit de familie witte vliegen (Aleyrodidae), onderfamilie Aleyrodinae.
De wetenschappelijke naam van dit geslacht is voor het eerst geldig gepubliceerd door Danzig in 1969. De typesoort is Axacalia spiraeanthi.

## Soort
Axacalia omvat de volgende soort:
- Axacalia spiraeanthi Danzig, 1969